# Eduardo Achach
Eduardo Miguel Achach Iglesias (México, Distrito Federal, 1955) es un empresario  y artista mexicano de origen iraquí. Se especializa en mercadotecnia directa y en el arte del origami.

## Biografía
Hijo del poeta y escritor yucateco,  Su familia, originaria de Irak, llegó a México en el año de 1906, al huir de una persecución religiosa.
Estudió la carrera de Actuaría en la Universidad Anáhuac, donde se graduó en el año de 1979.

## Carrera profesional
Dirigió y planeó estrategias de mercadotecnia directa, marketing, correo directo y outsourcing en diversas empresas como Xerox, American Express y en Embotelladora Nacional Pepsi-Cola. Después, en el año de 1984 funda su propia empresa Mega Direct negocio dedicado a la Mercadotecnia directa, especializada primeramente en correo directo, telemarketing y outsourcing.
Fue socio fundador de la Asociación Mexicana de Mercadotecnia Directa, producto de la unión de la Asociación Mexicana de Correo Directo y la Asociación Mexicana de Telemarketing, y presidente de la misma en el periodo del 2008-2012. Durante su coordinación en dicha asociación, se llevaron a cabo algunas estrategias en coordinación con distintas universidades del país como Conalep, Universidad Anáhuac, Universidad Ibero y Tec de Monterrey, para realizar planes de estudio enfocados en preparar a sus estudiantes en la disciplina de mercadotecnia directa, correo y telemarketing directo, con el objetivo de generar 6 mil 800 nuevos empleos en el país. 
También, en el año 2011, participó en coordinación con el Instituto Federal de Acceso a la Información y Protección de Datos (IFAI) para establecer la nueva Ley Federal de Protección de Datos en Posesión de Particulares.
Actualmente, forma parte de la mesa directiva (2015-2017) de la Academia Mexicana de Comunicación, A.C. y fue nombrado también por la Revista Líderes Mexicanos como uno de los 300 personajes más influyentes en el México actual.

## Carrera artística
Eduardo Achach es también artista de origami. Ha relacionado el arte de doblar papel con un discurso en el que hace una analogía entre la aparente debilidad humana y la del papel por un lado, y la fortaleza que se puede adquirir forjando sólidas estructuras que, en el caso del papel, pueden formar obras de arte. Dentro de sus diseños, ha creado tres tipos de conceptos: el origami estructural, el origami molecular y el origami constructivo. El origami estructural o fractal, es una técnica basada en las matemáticas para doblar el papel con formas geométricas que se repiten en el universo de manera infinita. Ha impartido cursos de origami con grupos de alrededor de 650 personas.
Entre las exposiciones que ha presentado destacan: 
- Foro Ciudad de las Ideas, (2014).
- Exposición en Palacio Postal, (2014).[10][11]

En ese mismo año, (2014), su figura "Esfera" fue plasmada como plantilla postal de Correos de México en conmemoración del día del niño. El diseño más grande que ha construido hasta ahora es de 216 metros y consta de más de 7 mil columnas de papel, relacionando su estructura con la idea del infinito.